# Crunch (álbum)
Crunch es el sexto álbum de estudio de la banda de heavy metal estadounidense Impellitteri.

## Lista de canciones
1. «Beware Of The Devil» - 3:54
2. «Turn Of The Century» - 4:33
3. «Speed Demon» - 3:19
4. «Wake Me Up» - 4:56
5. «Spanish Fire» - 3:33
6. «Slay The Dragon» - 4:39
7. «Wasted Earth» - 4:15
8. «Forever Yours» - 3:29
9. «Texas Nuclear Boogie» - 2:58
10. «Fear No Evil» - 3:48

## Personal
- Rob Rock - voz
- Chris Impellitteri - guitarras
- James Amelio Pulli - bajo
- Edward Harris Roth - teclado
- Glen Sobel - batería

- Datos: Q5190089